# Teresita García Romero
Teresita García Romero (Ovejas, Sucre, 19 de noviembre de 1956) es una política e ingeniera de sistemas colombiana. En 2010 fue elegida por primera vez como senadora de Colombia Senadora de la República. 

## Biografía
García Romero es ingeniera de sistemas de Universidad de los Andes, se especializó en administración de empresas en la Universidad del Rosario y en alta gerencia en la Universidad de los Andes . Domina 3 idiomas: inglés, alemán y español. Tiene más de 30 años de experiencia laboral en el sector financiero, diplomático y político.
Desde 1997 hasta 2001 y luego, en noviembre de 2003 a octubre de 2007 fue Cónsul General de Colombia en la ciudad de Frankfurt, Alemania. En 2010 fue elegida Senadora de la República con 54.500 votos y en 2014 fue reelegida con 40.800 votos. En ese periodo Fue elegida como Segunda Vicepresidenta del Senado, convirtiéndose en la única representante del género femenino en la mesa directiva en el periodo 2014 – 2015. Debido a graves irregularidades en el conteo de votos durante su reelección, García perdió su curul en febrero de 2018.